# Pleiarthrocerus opacus
Pleiarthrocerus opacus is een keversoort uit de familie boktorren (Cerambycidae). De wetenschappelijke naam van de soort is voor het eerst geldig gepubliceerd in 1914 door Bruch.